# 光合成

光合成では水を分解して酸素を放出し、二酸化炭素から糖を合成する。

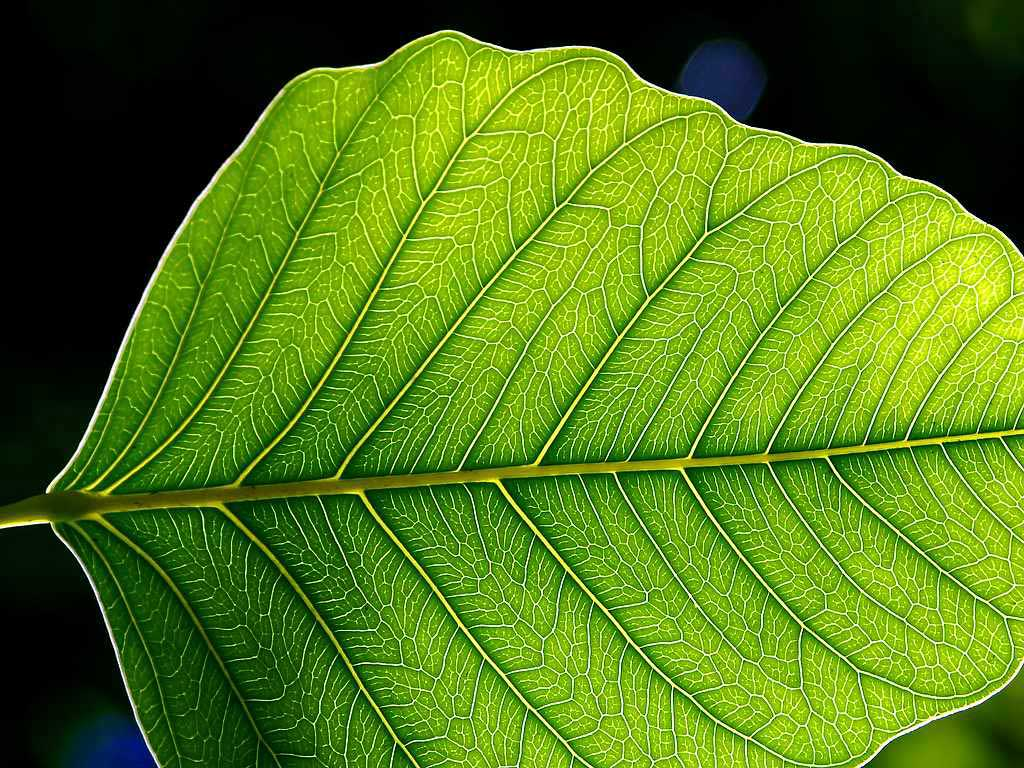
光合成の主な舞台は、植物の葉である。

光合成（こうごうせい、英語: photosynthesis）とは、光エネルギーを化学エネルギーに変換して生体に必要な有機物質を作り出す反応過程をいう。葉緑体をもつ一部の真核生物（植物、植物プランクトン、藻類）や、原核生物であるシアノバクテリアが行う例がよく知られている。これらの光合成生物（photosynthetic organism）は、光から得たエネルギーを使って、二酸化炭素からグルコースのような炭水化物を合成する。この合成過程は炭素固定と呼ばれ、生命の体を構成するさまざまな生体物質を生み出すために必須である。また、生物圏における物質循環に重要な役割を果たしている。光合成は、狭義では光エネルギーを利用した炭素固定反応のみを指すが、広義では光エネルギーを利用した代謝反応全般を指す。光エネルギーを利用する生物は一般に光栄養生物（phototroph）と呼ばれ、光エネルギーを利用して二酸化炭素を固定する光独立栄養生物（photoautotroph）と、光からエネルギーは得るものの、炭素源として二酸化炭素ではなく有機化合物を用いる光従属栄養生物（photoheterotroph）に分かれる。狭義では光独立栄養生物のみを光合成生物とするのに対して、広義では光栄養生物と光合成生物は同義となる。多くの光合成生物は炭素固定に還元的ペントース・リン酸回路（カルビン回路）を用いるが、それ以外の回路も存在する。
光合成は、反応過程で酸素分子を発生するか否かで、酸素発生型（oxygenic）および酸素非発生型（anoxygenic）の大きく2種類に分けられる。酸素発生型および酸素非発生型の光合成システムは互いに一部相同で進化的に関連しており、現在の地球上で支配的なのは、植物やシアノバクテリアが行う酸素発生型光合成である。酸素発生型の光合成の普及に伴い、本来酸素のほとんど存在しなかった地球上に酸素分子が高濃度で蓄積するようになり、現在の地球環境が形作られた。光合成を利用した炭素固定によって1年間に地球上で固定される二酸化炭素は約1014 kg、貯蔵されるエネルギーは約1018 kJと見積もられている。
また、使用される光合成色素の種類によっても、クロロフィル型（cholorophyll-based）およびレティナル型（retinal-based）が知られている。クロロフィルおよびレティナルに基づく光合成はまったく異なる起源と仕組みをもつ。光合成という場合、ほとんどはクロロフィルを用いたシステムを指し、レティナルを用いたシステムは含まれない場合が多い。これは酸素発生の有無に関係なく、クロロフィルを用いた光合成が広く炭素固定に利用されるのに対し、レティナルを用いた光合成で炭素固定に用いられている例が一切知られていないためである。レティナルはロドプシンと呼ばれるタンパク質に内包されており、光検知など代謝エネルギーの獲得以外の用途でも使われる（光受容体）。
「光合成」という名称を初めて用いたのは、アメリカ合衆国の植物学者のチャールズ・バーネス（1893年）である。日本語でかつては炭酸同化作用（たんさんどうかさよう）とも名付けられたが、現在はほとんど使用されていない。

## 分類
（広義の）光合成は真核生物、細菌、古細菌すべてに分布している（狭義では真核生物および細菌に限定される）。クロロフィルを用いる光合成生物のうち、光合成真核生物以外は光合成細菌と総称される。クロロフィル型光合成における光化学反応には2つの機構（Photosystem; PS）が知られており、それぞれ光化学系I（PS I）および光化学系II（PS II）と呼ばれる。酸素発生型光合成ではPS IとPS IIが連結して用いられるのに対し、酸素非発生型光合成ではどちらか一方しか使用されない。
クロロフィル型 - 真核生物、細菌
- 酸素発生型 - 真核生物および細菌（すべて好気性）
  - 光合成真核生物（植物、植物プランクトン、藻類）PS I & PS II
  - シアノバクテリア PS I & PS II
- 酸素非発生型 - 細菌（嫌気性および好気性）[10][11][12]
  - 緑色硫黄細菌（クロロビウム）PS I / 嫌気性
  - 緑色非硫黄細菌（クロロフレクサスの一部）PS II / 嫌気性
  - 紅色硫黄細菌（ガンマプロテオバクテリアの一部）PS II / 嫌気性
  - 紅色非硫黄細菌（アルファプロテオバクテリアの一部）PS II / 嫌気性
  - ✳︎ヘリオバクテリア PS I / 嫌気性
  - ✳︎アシドバクテリア PS I / 好気性
  - ✳︎ゲンマティモナス PS II / 好気性
  - ✳︎エレミオバクテロータ PS II / 好気性

✳︎レティナル型 - 古細菌、細菌、真核生物（すべて好気性）
- 高度好塩菌（古細菌）
- Marine group II（Poseidoniales; 古細菌）
- ペラジバクター（アルファプロテオバクテリア綱）
- 一部の菌類
- ほか多数

（✳︎マークは炭素固定を伴わない光従属栄養性であることを示す）
酸素発生型光合成は全ての生物にわたって反応中心、電子伝達系などの類似性が高い。唯一、集光色素のみがかなり異なっており、クロロフィルではクロロフィルaのみ、アンテナ色素であるカロテノイドではβ-カロテンのみが共通している。酸素非発生型の光合成細菌はクロロフィルの代わりに、構造的に類似したバクテリオクロロフィルを用いる。酸素非発生型の光合成細菌は多くが嫌気性であるため、今日の地球においては限られた生態系でのみ見られる。すべての酸素発生型の光合成生物は還元的ペントース・リン酸回路により炭素を固定する。一方、酸素非発生型の光合成生物は、還元的ペントース・リン酸回路の他に還元的クエン酸回路（緑色硫黄細菌）および3-ヒドロキシプロピオン酸二重サイクル（一部の緑色非硫黄細菌）を用いる（詳細は炭素固定の記事を参照）。
レティナル型光合成は、クロロフィルを用いる光合成とは全く異なる機構で動いており、別個に誕生し進化したと考えられている。レティナルを含有するロドプシンは光合成以外にも、イオン・ポンプや光受容体など複数の機能を有しており、その元来の機能は光合成ではなかった可能性がある。ロドプシンのアミノ酸配列の相同性から、複数のカテゴリーが存在する。このうち、プロトン・ポンプとして機能するものは、古細菌、細菌、真核生物すべてのドメインに分布している。
各光合成の収支式は以下の通りである。なお、電子供与体および電子受容体を太字で示す。
- 一般式
{\displaystyle {\ce {CO2 + 2 H2D}}}（電子供与体）{\displaystyle {\ce {-> (CH2O)_n}}}（炭水化物）{\displaystyle {\ce {+ H2O + 2D}}}（酸化を受けた電子供与体）
  - 酸素発生型光合成
{\displaystyle {\ce {6CO2 + 12H2O -> C6H12O6 + 6H2O + 6O2}}}
  - 緑色硫黄細菌
{\displaystyle {\ce {6CO2 + 12H2S -> C6H12O6 + 6H2O + 12S}}}
  - 紅色非硫黄細菌
{\displaystyle {\ce {6CO2 + 12CH3CHOHCH3}}} （イソプロパノール）{\displaystyle {\ce {-> C6H12O6 + 6H2O + 6CH3COCH3}}}（アセトン）

## 酸素発生型光合成
最も研究の進んでいる酸素発生型光合成は緑色植物の光合成経路である。緑色植物の光合成経路は他の酸素発生型光合成生物のものと共通であると考えられている。酸素発生型光合成経路の最大の特徴は「水分子を電子供与体として用いることができる」という点である。水は、酸化還元電位の高い酸素原子と、それの低い水素原子の結合した安定な物質である。この水の光分解によって、酸素分子が副産物として生成する。酸素非発生型の光合成では水を電子供与体として用いることがないため、酸素も発生しない。光合成は、光化学反応と炭素固定回路の2つの段階に大別される。炭素固定自体は光を必要としないため、光化学反応を明反応（Light-dependent reactions）、炭素固定を暗反応（Light-independent reactions）と呼んで区別する場合がある。

### 葉緑体

葉緑体の構造
1, 外膜
2, 膜間部
3, 内膜
4, ストロマ
5, チラコイドルーメン
6, チラコイド膜
7, グラナ
8, チラコイドラメラ
9, デンプン
10, リボソーム
11, DNA
12, プラスト顆粒（脂質の玉）

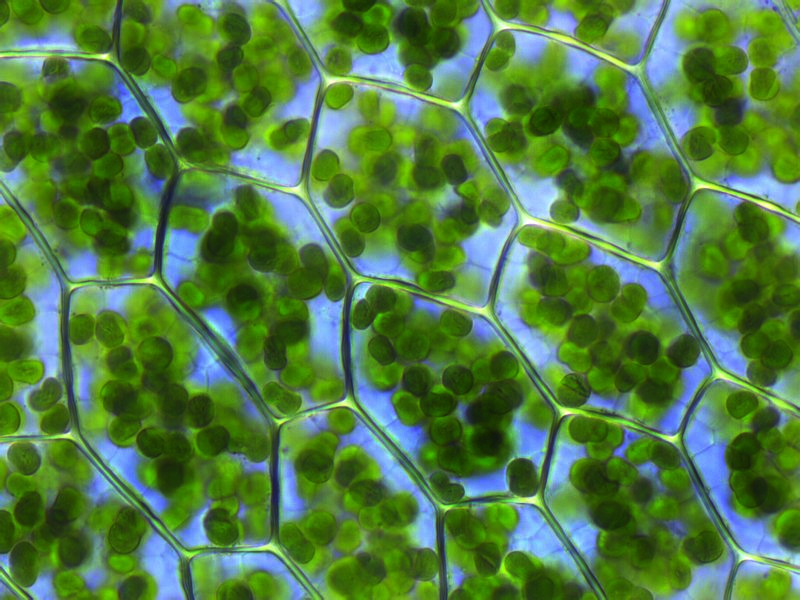
植物細胞中の葉緑体。

緑色植物において、光合成が行われるのは細胞小器官の一つである葉緑体である。葉緑体は細胞内に1個から1000個ほど存在し、大きさも形も様々だが、平均的な形状は、長さ約5 μmの回転楕円体状である。葉緑体は、全透性の外膜と半透性の内膜の2枚の膜で囲まれている。内膜の内部のことをストロマと呼ぶ。ストロマには酵素、DNA、リボソーム、そして膜で囲まれたチラコイドがある。チラコイド膜の内部はチラコイドルーメンと呼ぶ。チラコイドは積み重なってグラナを構成し、グラナ同士は所々でチラコイドラメラ（またはストロマチラコイド）で繋がっている。葉緑体の中のグラナの数は、10箇所から100箇所程度である。チラコイド膜は、葉緑体の内膜が陥入して作られる。
チラコイド膜の組成は特殊で、リン脂質は1割しかない。チラコイド膜で最多の構成成分は、全体の8割を占める糖脂質（ガラクトシルジアシルグリセロールとジガラクトシルジアシルグリセロール）である。そして残りの1割は、スルホリピド（6-スルホキノボシルジアシルグリセロール）とキノボース（6-デオキシグルコース）である。チラコイド膜の脂質は高度に不飽和であるため、流動性が大きい。葉緑体は光の強弱に反応して細胞内を移動でき、強光下では光を避け、弱光下では光を捕集するように配置を変える。光の強さを検知しているのは、青色光受容体（フォトトロピン）である。なお、葉緑体の運動には、アクチンと言うタンパク質が関与する。
チラコイド膜では、クロロフィル（光合成色素）が光エネルギーを使って水を分解し、プロトン（H+）と酸素分子（O2）と、そして電子（e-）を作る。この際にできた電子によってNADP+（酸化型）から、NADPH（還元型）が作られる。さらに、チラコイド膜内外のプロトン濃度勾配を利用して、ATP合成酵素によってアデノシン三リン酸 (ATP) が作られる。以上が光化学反応（明反応）である。次にチラコイド膜の外側にあるストロマ（葉緑体基質）で、光化学反応で作られたNADPHとATPを使って二酸化炭素を固定・還元して糖が作られる。この一連の反応は酵素反応（暗反応）である。このように光エネルギーを使って水を酸化し、二酸化炭素を還元して、スクロースを生成する反応が、葉緑体の中で完結する。なお、こうして生成したスクロースは、デンプンの形にして貯蔵する植物が多いものの、例えば、サトウキビなどのようにスクロースのまま貯蔵する植物や、スクロースを分解してグルコースやフルクトースの形で貯蔵する場合もある。
葉緑体を持たない光合成細菌の場合、細胞膜か細胞膜が陥入してできたクロマトフォアで光化学反応が行われる。シアノバクテリア以外の光合成細菌は光化学系を1つしか持っておらず、電子は光化学系内を循環する（循環的光リン酸化）か、非循環的に酸素やNAD+に電子伝達される（非循環的光リン酸化）。

### 光化学反応（明反応）

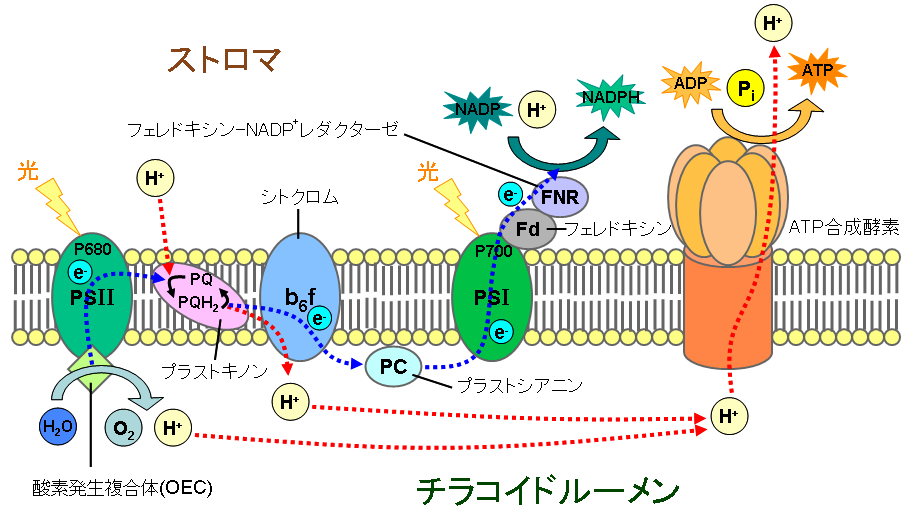
チラコイド膜での光化学反応の概略図

光化学反応とは光エネルギーを化学エネルギーに変換する系である。狭義には光エネルギーが関与する光化学系II（PSII）および光化学系I（PSI）の反応を指すが、広義には光化学反応に関わる電子伝達系の全体の反応を指す。光化学反応は、光化学系II（PSII）、シトクロムb6f、光化学系I（PSI）の3種のタンパク質複合体で構成され、これらは全てチラコイド膜に存在する。PSIIとシトクロムb6f の間はプラストキノン（PQ）、シトクロムb6f とPSIとの間はプラストシアニン（PC）で結ばれている。PSIIに光（hν）が当たることによってH2OからNADP+に電子が流れ（青矢印）、プロトンがチラコイドルーメンに取り込まれる（赤矢印）。また、酸素発生複合体（OEC）によって水が分解されて酸素が発生する際にも、プロトンがチラコイドルーメンに生成する。チラコイドルーメンとストロマの間にできたプロトンの濃度勾配の浸透圧エネルギーによって、ATP合成酵素がATPを合成する。ATP合成酵素は1秒間に17回転し、ADPと遊離したリン酸から、ATPを合成しているのである。
光化学反応の収支式は以下の通りである。
{\displaystyle {\ce {12H2O\ + 12NADP^+ -> 6O2\ + 12 NADPH\ + 12H^+(in)}}}
{\displaystyle {\ce {72H^+(in)\ + 24ADP\ + 24Pi -> 72H^+(out)\ + 24ATP}}}
生成したNADPHおよびATPは、ストロマにて行なわれるカルビン回路で使用される。なお生じるATP数は理論的な数であり、実際にはプロトンの漏れがチラコイド膜外に発生していると見られ、24ATPを生じているとは考え難い。事実、カルビン回路に使用されるATP数は、光化学反応で生じるATP数よりも少ない。

#### Z機構

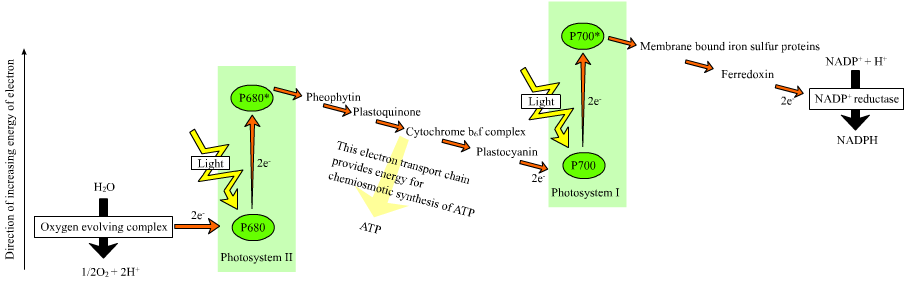
電子伝達系での電子のエネルギー勾配を示すZ機構。

植物では光化学反応は葉緑体のチラコイド膜で起こり、光エネルギーを使ってATPとNADPHを合成する。狭議の光化学反応は、非循環的電子伝達系と循環的電子伝達系の2つの過程に分けられる。非循環的電子伝達系では、プロトンは光化学系II内のアンテナ複合体に光が捕獲されることによって獲得される。光化学系IIの光化学系反応中心（Reaction Center; RC）にあるクロロフィル分子がアンテナ色素から充分な励起エネルギーを得られると、電子は電子受容体分子（フェオフィチン）に運ばれる。この電子の動きを光誘起電荷分離と呼ぶ。この電子は電子伝達系を移動するが、これをエネルギー勾配で表したのがZ機構（Z-scheme）である。
ATP合成酵素はエネルギー勾配を使って光リン酸化によってATPを合成するが、NADPHはZ機構の酸化還元反応によって合成される。電子が光化学系Iに入ると、再び光によって励起される。そして再びエネルギーを落としながら電子受容体に伝えられる。電子受容体によって作られたエネルギーは、チラコイドルーメンにプロトンを輸送するのに使われている。電子はカルビン回路で使われるNADPを還元するために使われる。循環的電子伝達系は非循環的電子伝達系に類似しているが、これはATPの生成のみを行いNADPを還元しないという点が違う。電子は光化学系Iで光励起されて電子受容体に移されると、再び光化学系Iに戻ってくる。ゆえに循環的電子伝達系と呼ばれるのである。

### 還元的ペントース・リン酸回路（暗反応）

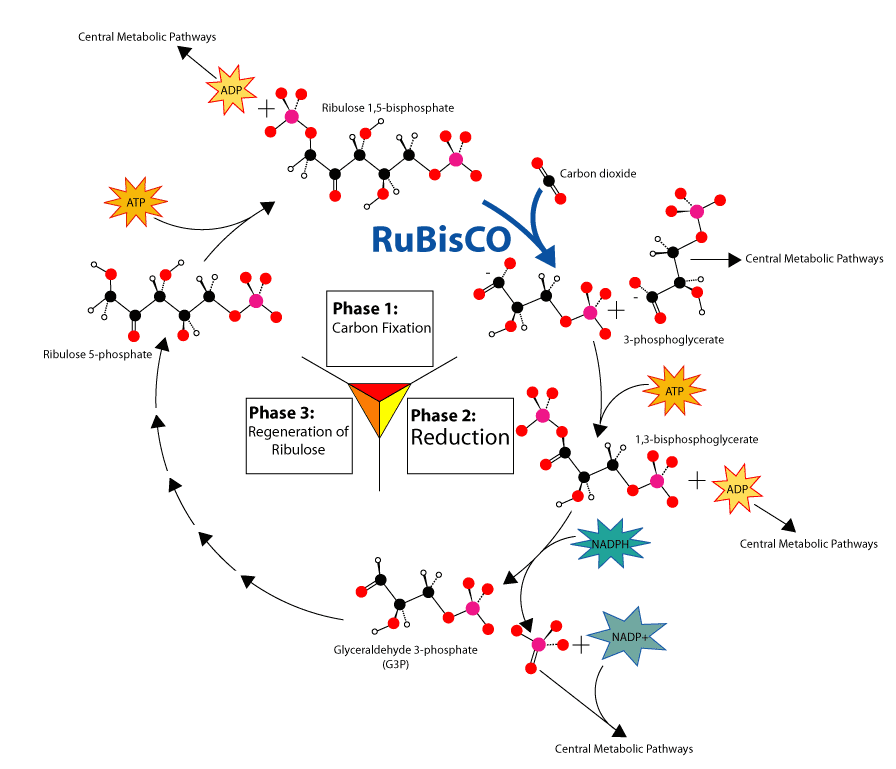
カルビン回路。

還元的ペントース・リン酸回路は、CO2の固定・還元を行なう代表的な炭酸固定反応である。NADPHとATPを使って、CO2から炭素数3つの化合物である、グリセルアルデヒド3-リン酸を合成する過程である。カルビン回路の産物として得られたグリセルアルデヒド3-リン酸は、葉緑体内でスクロースに変換され蓄積する。還元的ペントース・リン酸回路は複数の酵素と中間代謝物からなる複雑な回路であり、リブロース1,5-ビスリン酸カルボキシラーゼ/オキシゲナーゼ（RubisCO）を初発酵素とし、炭素数5の化合物リブロース1,5-ビスリン酸と二酸化炭素から、炭素数3の化合物3-ホスホグリセリン酸2分子を生成する二酸化炭素の固定反応から始まる。3-ホスホグリセリン酸は還元され、グリセルアルデヒド3-リン酸を生成する。二酸化炭素の固定反応を継続するためには、産物として生じたグリセルアルデヒド3-リン酸から、RubisCOの基質であるリブロース1,5-ビスリン酸を再生産しなければならない。このため、5分子のグリセルアルデヒド3-リン酸（炭素数3の化合物）が、3分子のリブロース1,5-ビスリン酸（炭素数5の化合物）へ転換される。
これら一連の「二酸化炭素の固定・還元・基質の再生産」の過程が還元的ペントース・リン酸回路を構成する。したがって、カルビン回路が3回転した結果、3分子の二酸化炭素が固定され、1分子のグリセルアルデヒド3-リン酸を生成する。この過程で、光化学反応によって作ったNADPHおよびATPが消費される。収支式で示すと以下の通りである。
{\displaystyle {\ce {3CO2 + 5H2O + 6NADPH + 9ATP ->}}}
グリセルアルデヒド3-リン酸 {\displaystyle {\ce {+ 6NADP^+ + 9ADP + 8Pi}}}
光化学反応を含めて光合成の収支式は、以下のようにまとめられる。
{\displaystyle {\ce {6CO2 + 12H2O -> (CH2O)6 + 6H2O + 6O2}}}

この式は好気呼吸の収支式の逆反応であり、炭素消費および固定の収支が極めて巨大な生態系視野でもうまく行くことが理解できる。

### 光合成速度
光合成によるCO2の吸収量を光合成速度という。なお、呼吸によるCO2の排出量を呼吸速度という。

#### 光合成速度と呼吸速度
光合成を行う植物や藻類、例えばミドリムシのような一部の原生生物は、光合成と同時に呼吸も行っている。したがって、光が当たっている状態で放出されるO2量は、光合成速度から呼吸速度を引いたものである。これを見かけの光合成速度という。これに対し、真の光合成速度は、見かけの光合成速度に呼吸速度を加えた値である。
光合成によるCO2吸収速度と呼吸によるCO2放出速度が同じになる光の強さを、補償点（光補償点）と呼ぶ。補償点において、見かけの光合成速度は0である。

#### 光合成速度と外的要因
光合成速度は、光の強さ、CO2濃度、温度などの外的要因を強く受ける。
光合成速度は、これらの要因のうち、最も少ない物によって決定される。ただし、利用できる光の強さが限界に達する場合があるなど、例外も出てくる。いずれにしても、光合成速度を決定する要因を限定要因と言う。
例えば、10 ℃と30 ℃の環境下で、その他の条件を同じにして光の照度を徐々に強めていった場合には、10 ℃の時に速度の上昇が停止する照度と、30 ℃の時の照度では、30 ℃の時の照度が一般的に高い。つまり、10 ℃の時は温度が光合成速度の限定要因になっている。
一方で、光をそれ以上強くしても光合成速度が増加しなくなる光の強さを、光飽和点と言う。一般に弱い光を前提として光合成を行っている程、光飽和点は低い。弱い光で生存・成長を行い、光補償点および光飽和点が低い葉を陰葉という。また、陰葉を多くもつ植物を陰生植物といい、陰葉を多くもつ木を陰樹という。他方、強い光で生存・成長を行い、光補償点および光飽和点が高い葉を陽葉という。また、陽葉を多くもつ植物を陽生植物といい、陽葉を多くもつ木を陽樹という。なお、光飽和点以上の光の強さにおける光合成速度を最大光合成速度という。
もちろん、照度・温度・二酸化炭素濃度のどれもが限定要因になり得る。これらの関係は、長さの異なる板で箱を作った際に、水は長さの最も短い板の高さまでしか入れられない事を例に説明されたりする。

### 光合成の効率
効率は、吸収される光だけを数えるのか、どのような波長の光を使うのかによって決まる（光合成活性放射を参照）。実際に使える波長の光は太陽光のうち45%しか無い。
理想的には、チラコイド膜上の反応で光エネルギーからATP、NADPHを作り出す効率は33-35%、炭素固定を行う還元的ペントースリン酸回路を含めて30%ほどになるが、実際には前述のように吸収能率の悪い波長の他、二酸化炭素濃度の不足、最適でない温度、不足する水分、光飽和などによって効率は大きく低下する。
それにエネルギーの全てを成長、バイオマスの増加に当てられるわけでもない。結局光エネルギーからバイオマスへの変換効率は3-6%程度である。
実際の農業においては、穀物の中でも土地あたりの収量が多いイネ科であっても1%ほどで、さらに可食部はその半分、最終的な食料への変換効率は0.5%しかない。

## 光合成の起源
酸素発生型光合成では2つの光化学系PS IとPS IIが連結して用いられるのに対し、酸素非発生型光合成ではどちらか一方しか使用されない。そのため一般には、PS IおよびPS IIを用いる酸素非発生型の光合成がそれぞれ別個に誕生し、後に融合して酸素発生型の光合成が進化したと仮定する場合が多い。しかし、各光化学系をもつ光合成細菌の起源は現在も不明であり、光合成の起源および進化の順序についてはっきりしたことはわかっていない（藍藻の進化の項目も参照）。
酸素発生型の光合成はシアノバクテリアが生み出したと現在のところ考えられており、このシアノバクテリアの活動によって地球の大気の組成は大きく変化したとされる。特に約24億年前に起こったとされる地球上の酸素濃度の増加は大酸化イベントと呼ばれる。さらに、シアノバクテリアは初期の真核生物との細胞内共生により、葉緑体として真核生物に取り込まれたと推定されている。葉緑体によって酸素発生型の光合成能力が真核生物に受け継がれ、様々な植物プランクトン、藻類、陸上植物の誕生につながっていった。葉緑体の成立過程については、例えばハテナが注目されている。

## 実験の歴史

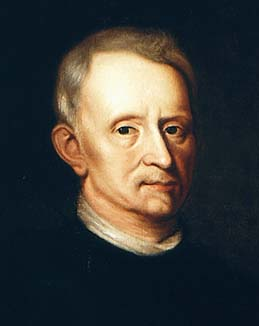
ヤン・ファン・ヘルモント

1648年にフランドルの医師であったヤン・ファン・ヘルモントは、鉢植えのヤナギに、水だけを与えて成長させる実験を行った。生育前と後で、鉢植えの土の重量がほとんど変わらなかったため、彼は「木の重量増加は水に由来する」と考えた。

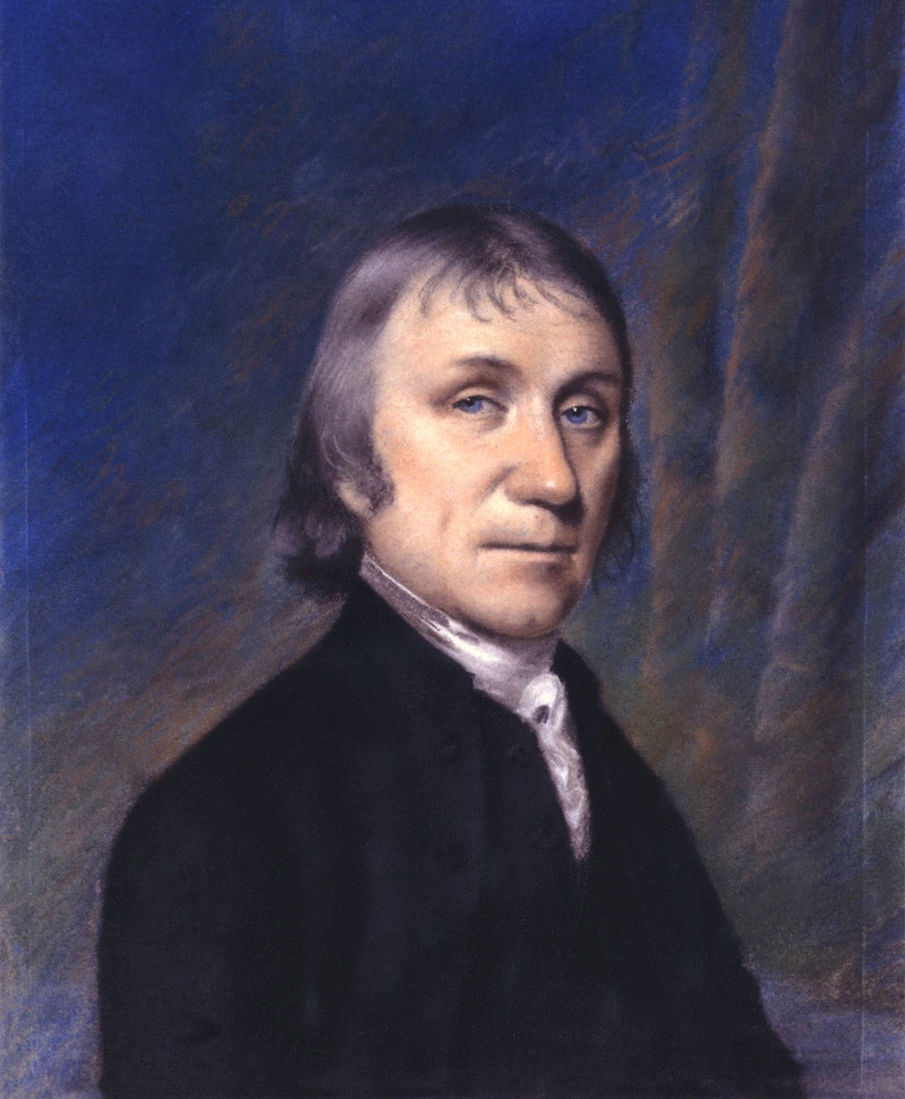
ジョセフ・プリーストリー

1771年にイギリスの化学者および聖職者であったジョセフ・プリーストリーは「植物はきれいな空気を出して空気を浄化している」と考えた。彼は、密閉したガラス瓶の中でロウソクを燃やして「汚れた空気」を作り、そこにハッカとネズミを入れた物と、ネズミだけを入れた物を用意した。するとハッカを入れた方のネズミは生き続けたのに対し、入れない方のネズミは数秒で気絶し、その後死亡した。この実験結果を元に、彼は「呼吸で汚れた空気を浄化する何かが有る」と考えた。そして彼は、1774年に酸素を発見し、「脱フロギストン空気」と名付けた。しかし、酸素の燃焼と呼吸での役割を解明したのはアントワーヌ・ラヴォアジエである。さらに、ラヴォアジエは酸素（oxygen）と二酸化炭素（carbon dioxide）の名付け親でもある。

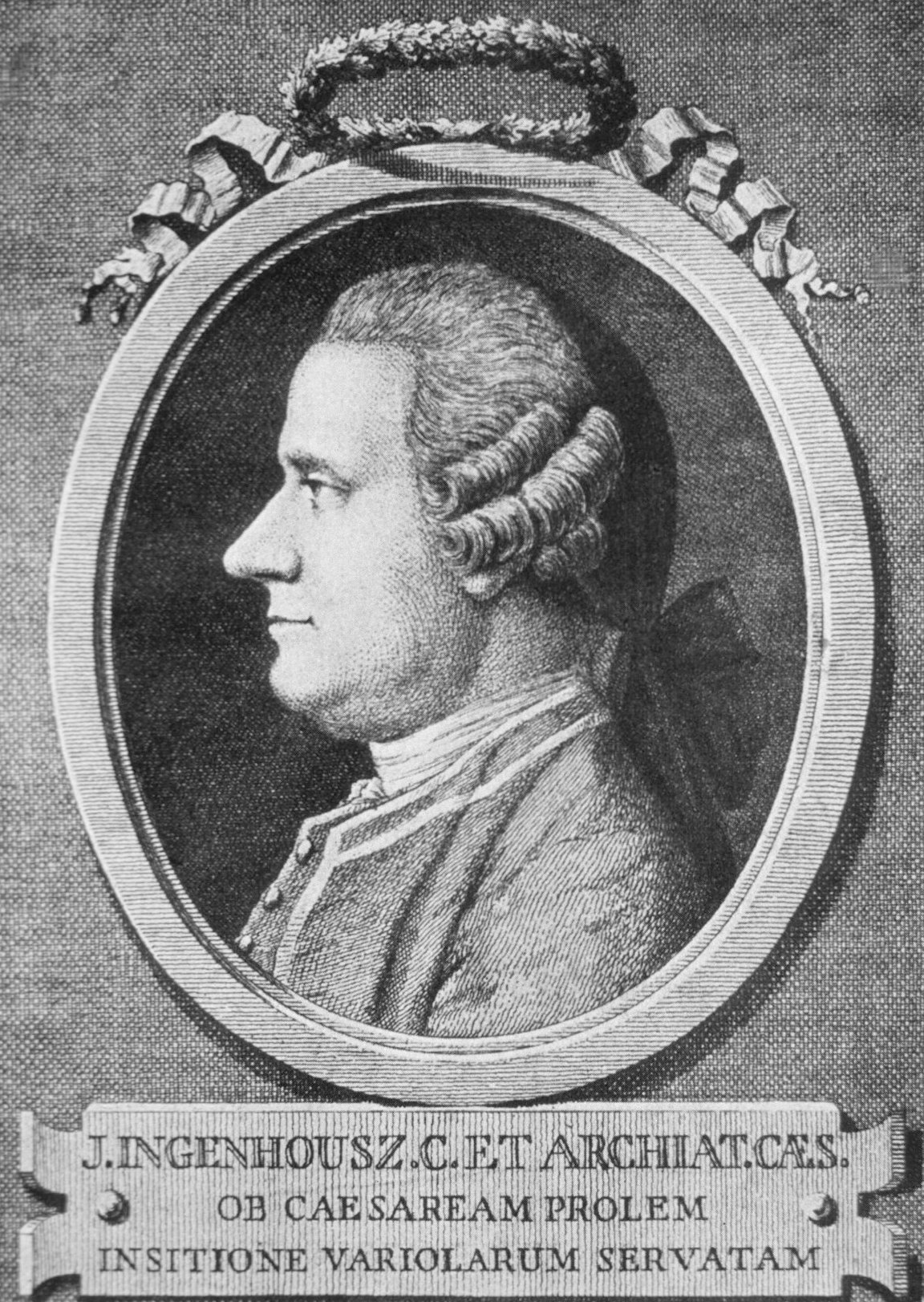
ヤン・インゲンホウス

1779年、ジョセフ・プリーストリーの発見に影響を受けたオランダの医師ヤン・インゲンホウスは、水草による実験を行った。当時、水草から発生する気体は「ふつうの空気」であると考えられていた。しかし、彼はこの気体を集めて、そこに予め着火した可燃物を入れてみたところ、炎の勢いが増す事を発見した。次に、日光の当たる場所と暗闇に置いた場合の水草を比べてみたところ、前者からは気体が発生したのに対し、後者からは気体が発生しなかった。このような実験の結果から、彼は「植物の空気浄化能は葉の緑色部分であり、光の影響を受ける」ことを発見した。また彼は、火を燃やすことができる「きれいな空気」と植物を入れた容器を暗闇に置くと、その容器内の空気が燃焼が起きない「汚れた空気」に変わることも発見した。今で言う「呼吸」が起こっていたのである。

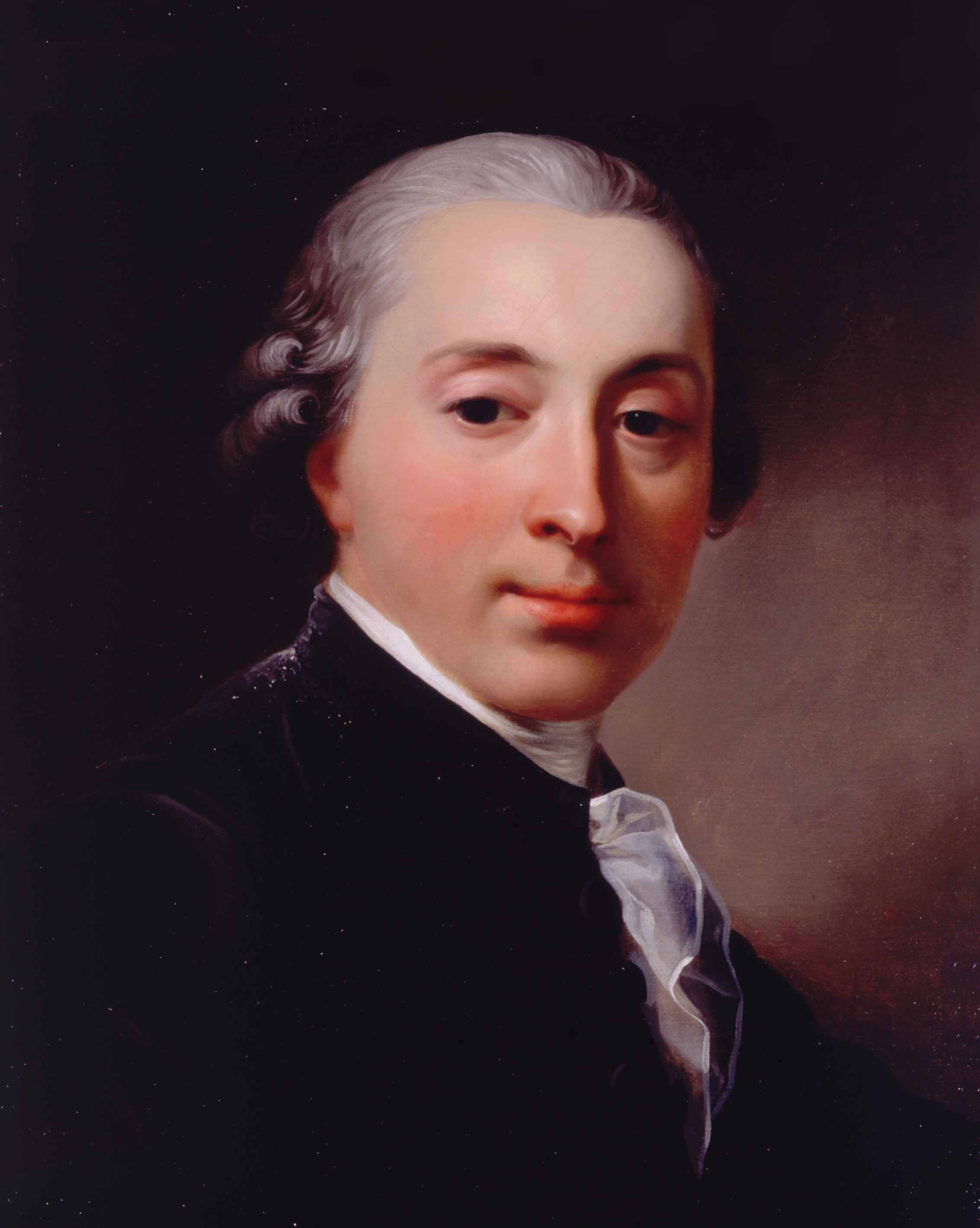
ジャン・セネビエ

1782年にスイスの牧師・植物学者のジャン・セネビエは、当時「固定空気」（common air）と呼ばれていた二酸化炭素が、光合成で取り込まれることを示し、二酸化炭素は根から取り込むと考えた。

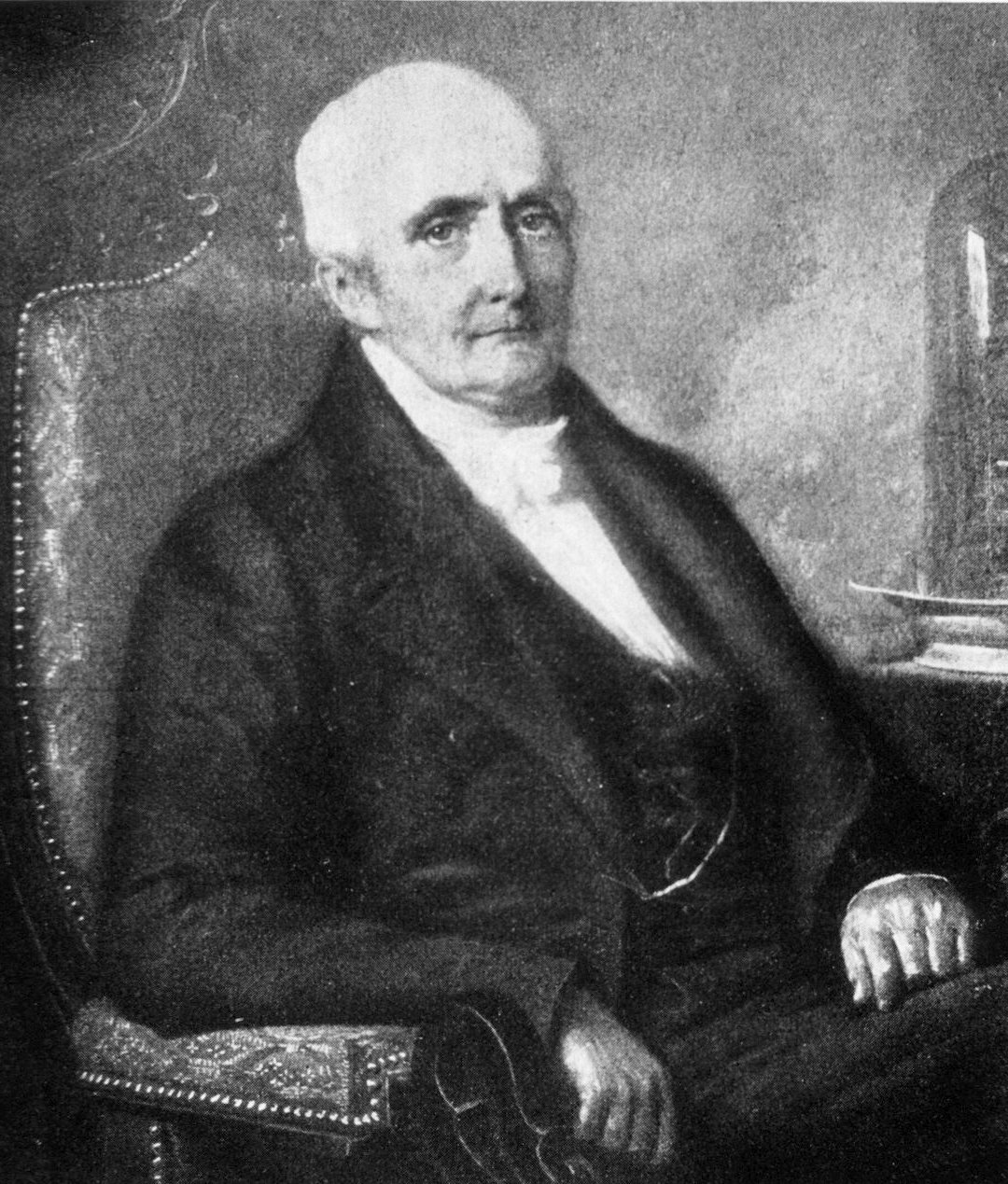
ニコラス・テオドール・ド・ソシュール

しかし、1804年に同じくスイスのニコラス・テオドール・ド・ソシュールは、ジャン・セネビエの二酸化炭素は土から取り込まれるという考えに疑問を持ち、ソラマメを土ではなく小石の上で育てる実験を行った。するとソラマメは普通に育ったため、植物は空気から二酸化炭素を得ていると判明した。また、植物の枝（使われたのはLonicera caprifolium、Prunus domestica、Ligustrum vulgare、Amygdalus persica の4種）を、二酸化炭素を吸収する石灰水と同封して育てたところ、葉が全て落ちてしまったことから、植物は二酸化炭素が無いと生きていけないことを発見した。さらに、有機物と酸素の総重量は、植物が取り込んだ二酸化炭素の重量よりも多いことも発見した。光合成には水が必要であるとし、以下の式を導いた。なお、当時はまだ化学式が使われていなかったため、言葉で式が書かれた。
二酸化炭素 ＋ 水 → 植物の成長 ＋ 酸素

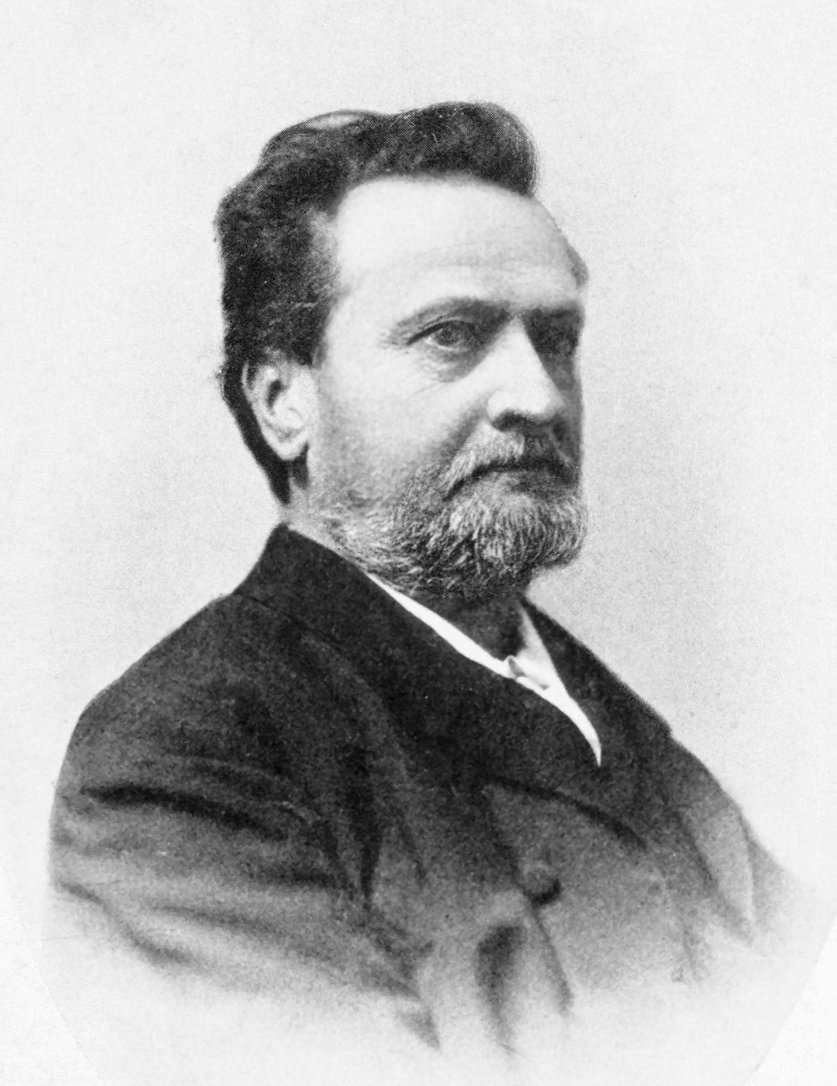
ユリウス・フォン・ザックス

1862年にドイツの植物生理学者ユリウス・フォン・ザックスは、葉緑体を顕微鏡で見た際に現れる白い粒は、取り込まれた二酸化炭素と何らかの関係を有するのではないかと考えた。彼は当時既に知られていたヨウ素デンプン反応を参考に、日光に充分当てた葉にヨウ素液を付着させた。すると葉は紫色に変色した。この結果から彼は「植物は日光が当たると二酸化炭素を取り込んで葉緑体の中でデンプンを作り、それを使って生きている」ことを発見したのであった。

## 光合成に関した研究の年表
- 18世紀
  - 1772年 イギリスのジョセフ・プリーストリーは、ハッカとネズミの実験から「汚れた空気」は植物によって浄化されることを発見した。
  - 1779年 オランダのヤン・インゲンホウスは水草の実験から、植物が「きれいな空気」を出すには「光」が必要であり、光がないときは逆に空気を汚染することを発見した。
- 19世紀
  - 1804年 スイスのニコラス・テオドール・ド・ソシュールは、ソラマメの実験から、根から吸収されていると考えられていた二酸化炭素は、葉から吸収されていたことを発見し、さらに、二酸化炭素が存在しないと植物は生きられないことも発見した。
  - 1862年 ドイツのユリウス・フォン・ザックスは、植物は日光に当たると二酸化炭素からデンプンを合成し、それで成長していることを発見した。
  - 1893年 アメリカのチャールズ・バーネスは光合成（Photosynthesis）という言葉を作り、論文中でその定義を発表した。
- 20世紀
  - 1905年 イギリスのフレデリック・ブラックマンは、光合成は明反応と暗反応から成るとを提唱した。
  - 1913年 ドイツのリヒャルト・ヴィルシュテッターが、クロロフィルの研究の功績を受けてノーベル化学賞を受賞。
  - 1929年 ドイツのカール・ローマンがATPを発見。
  - 1955年 アメリカのメルヴィン・カルヴィンがカルビン回路を発見。1961年にノーベル賞を受賞。
  - 1957年 アメリカのロバート・エマーソンがエマーソン効果を発表。光合成電子伝達系に存在する、直列に働く2つの光化学系を見い出した。
  - 1960年 イギリスのロバート・ヒルとデレク・ベンダールがZ機構を発見。
  - 1978年 アメリカのポール・ボイヤーがATP合成酵素を発見。1997年にノーベル賞を受賞。
- 21世紀
  - 2011年、光エネルギーを利用して水を分解し、酸素を発生させる「光化学系II複合体」の構造を解明することに成功された。[27]